# Полевой день

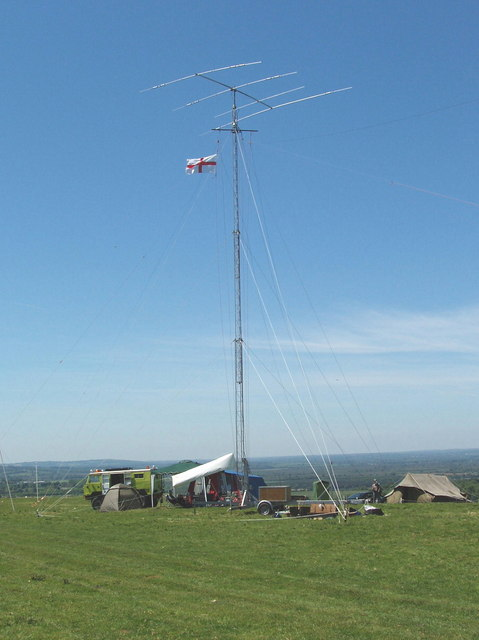
Любительская радиостанция во время «Полевого дня» (Великобритания, 2007 г.)

«Полевой день» — в любительской радиосвязи разновидность соревнований по связи на коротких и ультракоротких волнах, участники которых разворачивают свои радиостанции на открытой местности.
Первый «Полевой день» (англ. Field Day) организовала Американская лига радиолюбителей (ARRL) в 1933 г. По первоначальной идее, эти соревнования были тренировкой радиооператоров-любителей на случай чрезвычайных ситуаций.
В настоящее время ежегодные «Полевые дни» проводятся национальными радиолюбительскими ассоциациями многих стран под эгидой Международного радиолюбительского союза (IARU). В СССР «Полевые дни» проводились с 1956 г., как Всесоюзные соревнования ультракоротковолновиков на приз журнала «Радио».
Согласно принятому IARU положению о «Полевом дне», радиостанции участников должны быть развернуты на расстоянии не менее 100 м от строений и точек подключения к электросети, питаться от автономных источников, антенны не должны крепиться ни к каким стационарным сооружениям. В 1-м районе IARU, к которому относится и Россия, «Полевые дни» на КВ проводятся традиционно дважды в год: в первый полный выходной июня (телеграф) и в первый полный выходной сентября (телефон).